# کرت (درخت)
کِرت یا ( کِـرتِ ) به لهجهٔ محلی لهجه کوخردی و در بعضی از مناطق لارستان (کـِتُـه) گویند. در بندرعباس و میناب نیز به این درخت کرت می‌گویند یا به شوخی کرت اسرائیلی (به دلیل رشد زیاد کرت در آن نواحی) این درخت گونه‌های باغی و کوهستانی بیابانی است. نام این درخت در استان بوشهر بابل است.

## گونه‌های کِرت
- -  گونه اول : در محل‌های آبخیز و جدولهای باغها می‌روید.[۱]
  -  گونه دوم : در بیابانهای و رشته کوهای هرمزگان مانند رشته کوه ناخ[۲] و دره‌های رشته کوه زیر[۲] وکوه‌های اطراف دیده می‌شود.[۱]

با این فرق که نوع باغی تنومند، ولی نوع دوم چندان بزرگ نمی‌شود. شاید به علت کم‌آبی در کوهستان و بیابان باشد. این دو نوع دارای برگ و تیغ شبیه به هم اند، اما میوه آنها باهم فرق دارد. این درخت برای تغذیه حیوانات (دام) استفاده می‌شود. بویژه در زمان خشکسالی و کمبود علوفه.
گاهی از دانه‌های کِرت یا (کـِـتُـه) هنگام خشکسالی برای غذا به جای برنج (پلو) استفاده نموده‌اند؛ ولی گویند که غذایی‌سنگین و دیر هضم بوده‌است.

## فهرست منابع و مآخذ
- محمدیان، کوخردی، محمد، “ «به یاد کوخرد» “، جلد دوم. چاپ اول، دبی: سال انتشار ۲۰۰۳ میلادی.
- محمدیان، کوخردی، محمد، (شهرستان بستک و بخش کوخرد)، ج۱. چاپ اول، دبی: سال انتشار ۲۰۰۵ میلادی.
- الکوخردی، محمد، بن یوسف، (کُوخِرد حَاضِرَة اِسلامِیةَ عَلی ضِفافِ نَهر مِهران Kookherd, an Islamic District on the bank of Mehran River) الطبعة الثالثة، دبی: سنة ۱۹۹۷ للمیلاد.